# Instituto do Patrimônio Histórico e Artístico Nacional
Das Instituto do Patrimônio Histórico e Artístico Nacional (IPHAN), deutsch: Institut für Nationales Historisches und Künstlerisches Erbe, ist eine selbständige brasilianische Behörde mit Sitz in Brasília, die dem Kulturministerium zugeordnet ist und die Denkmallisten führt.

## Geschichte
Das Ausführungsgesetz Lei nº 25 Organiza a proteção do patrimônio histórico e artístico nacional wurde am 30. November 1937 ratifiziert.

## Zeittafel (Auszug)
Das provisorische Serviço do Patrimônio Histórico e Artístico Nacional (SPHAN) wurde am 18. April 1936 gegründet und wurde am 13. Januar 1937 zum offiziellen Organ zur Erhaltung des brasilianischen Kulturerbes mit dem Lei nº 378 (Gesetz Nr. 378). Erster Direktor wurde bis 1967 Rodrigo Melo Franco.
Seit dem 30. November 1937 regelt das Decreto-Lei nº 25 die Aktivitäten des SPHAN. 1946 änderte sich der Name des SPHAN in Departamento do Patrimônio Histórico e Artístico Nacional (DPHAN). Dieses wurde 1970 in das Instituto do Patrimônio Histórico e Artístico Nacional (IPHAN) umgewandelt.
1979 teilte man das IPHAN in den SPHAN als Regulierungsstelle und die Fundação Nacional Pró-Memória (FNPM) als Exekutivorgan. SPHAN und FNPM wurden im Jahr 1990 aufgelöst und das Instituto Brasileiro do Patrimônio Cultural (IBPC) wurde errichtet.
Am 6. Dezember 1994 macht die Medida Provisória nº 752 (Vorläufige Maßnahme Nr. 752) aus dem IBPC erneut das Instituto do Patrimônio Histórico e Artístico Nacional (IPHAN). Ab dem 4. August 2000 regelt das Decreto nº 3.551 (Dekret Nr. 3.551) ein neues „Registro de Bens Culturais de Natureza Imaterial“ (Registrierung von Kulturgütern immaterieller Natur). Im Februar 2006 wurde das 1995 gegründete „Programa Monumenta“ (Monumenten-Programm), bisher vom Kulturministerium koordiniert, in das IPHAN überführt.

## Register
Artikel 4 des Gesetzes zum Denkmalschutz regelt, das vier Kataster zu führen sind:
1. das Livro do Tombo Arqueológico, Etnográfico e Paisagístico für Objekte, die zu den Kategorien von archäologischen, ethnographischen, indianischen und auch Naturdenkmälern gehören;
2. das Livro do Tombo Histórico für Objekte von historischem Interesse und historische Kunstwerke;
3. das Livro do Tombo das Belas Artes für Objekte der Schönen Künste und der Wissenschaften nationaler oder ausländischer Herkunft;
4. das Livro do Tombo das Artes Aplicadas für Werke der Angewandten Kunst nationaler oder ausländischer Herkunft.

## Regionalstellen
In den brasilianischen Bundesstaaten wurden regionale Landesstellen errichtet, offizielle Namen sind:
- Superintendência do Iphan no Acre – Iphan-AC, Sitz Rio Branco
- Superintendência do Iphan em Alagoas – Iphan-AL, Sitz Maceió
- Superintendência do Iphan no Amapá – Iphan -AP, Sitz Macapá
- Superintendência do Iphan no Amazonas – Iphan-AM, Sitz Manaus
- Superintendência do Iphan na Bahia – Iphan-BA, Sitz Salvador
- Superintendência do Iphan no Ceará – Iphan-CE, Sitz Fortaleza
- Superintendência do Iphan no Distrito Federal – Iphan-DF, Sitz Brasília
- Superintendência do Iphan no Espírito Santo – Iphan-ES, Sitz Vitória
- Superintendência do Iphan em Goiás – Iphan-GO, Sitz Goiânia
- Superintendência do Iphan no Maranhão Iphan-MA, Sitz São Luís
- Superintendência do Iphan em Mato Grosso – Iphan-MT, Sitz Cuiabá
- Superintendência do Iphan em Mato Grosso do Sul – Iphan-MS, Sitz Campo Grande
- Superintendência do Iphan em Minas Gerais – Iphan-MG, Sitz Belo Horizonte
- Superintendência do Iphan no Pará – Iphan-PA, Sitz Belém
- Superintendência do Iphan na Paraíba – Iphan-PB, Sitz João Pessoa
- Superintendência do Iphan no Paraná – Iphan-PR, Sitz Curitiba
- Superintendência do Iphan em Pernambuco – Iphan-PE, Sitz Recife
- Superintendência do Iphan no Piauí – Iphan-PI, Sitz Teresina
- Superintendência do Iphan no Rio de Janeiro – Iphan-RJ, Sitz Rio de Janeiro
- Superintendência do Iphan no Rio Grande do Norte – Iphan-RN, Natal
- Superintendência do Iphan no Rio Grande do Sul – Iphan-RS, Sitz Porto Alegre im Palacete Argentina
- Superintendência do Iphan em Rondônia – Iphan-RO, Sitz Porto Velho
- Superintendência do Iphan em Roraima – Iphan-RR, Sitz v
- Superintendência do Iphan em Santa Catarina – Iphan-SC, Sitz Florianópolis
- Superintendência do Iphan em São Paulo – Iphan-SP, Sitz São Paulo
- Superintendência do Iphan em Sergipe – Iphan-SE, Sitz Aracaju
- Superintendência do Iphan em Tocantins – Iphan-TO, Sitz Palmas

Die Bibliotheken und Archive der Landesstellen sind miteinander vernetzt. Auch einzelne Gemeinden führen Denkmallisten.

## Veröffentlichungen
- Revista do Patrimônio, Nr. 1, 1937 ff.
- Maria Beatriz Rezende, Bettina Grieco, Luciano Teixeira, Analucia Thompson (Hrsg.): Dicionário IPHAN de Patrimônio Cultural. IPHAN/DAF/Copedoc, Rio de Janeiro, Brasília 2015, ISBN 978-85-7334-279-6. (Online, erklärt Begriffe des brasilianischen Denkmalwesens und -systems, brasilianisches Portugiesisch).
- Mário de Andrade: O turista aprendiz. Hrsg. von Telê Porto Ancona Lopez u. Tatiana Longo Figueiredo. Brasília: IPHAN 2015. (Reisetagebuch des brasilianischen Modernisten Mário de Andrade in die Amazonasgebiete und den Nordosten Brasiliens).